# Lullaia
Lullaia (auch Lullaja) regierte von etwa 1573 bis 1568 v. Chr. (ultrakurze Chronologie). Nach der assyrischen Königsliste betrug seine Amtszeit als 53. assyrischer König nur sechs Jahre. Er war ein Usurpator als Sohn eines Niemand und verdrängte kurzfristig den regulären Thronfolger Šu-Ninua, der sechs Jahre später sein Amt antrat.